# Lachnospermum fasciculatum
Lachnospermum fasciculatum là một loài thực vật có hoa trong họ Cúc. Loài này được (Thunb.) Baill. mô tả khoa học đầu tiên năm 1882.